# 多治比人足
多治比 人足（たじひ の ひとたり、生没年不詳）は、奈良時代の貴族。官位は正五位下・主馬頭。

## 経歴
光仁朝の宝亀9年（778年）従五位下に叙爵し、大判事に任官する。
天応元年（781年）4月に桓武天皇の即位に伴って従五位上に叙せられ、5月に山背守に遷る。延暦3年（784年）にも正五位下に昇進するなど順調に昇進し、延暦4年（785年）主馬頭として京官に復している。

## 官歴
『続日本紀』による。
- 時期不詳：正六位上
- 宝亀9年（778年） 正月16日：従五位下。8月20日：大判事
- 天応元年（781年） 4月15日：従五位上。5月25日：山背守
- 延暦3年（784年） 12月2日：正五位下
- 延暦4年（785年） 正月15日：主馬頭

## 系譜
『尊卑分脈』による。
- 父：不詳
- 母：不詳
- 妻：不詳
  - 女子：多治比仲子（藤原貞嗣室）